# 馬克斯·利奇菲爾德
馬克斯·利奇菲爾德（Max Litchfield，1995年3月4日—）是英國的一位游泳運動員。他代表英國參加了2016年奧運會的比賽，以及2014年和2016年LEN歐洲游泳錦標賽，並且代表英格蘭參加了2014年英聯邦運動會。他主要擅長自由泳和接力項目。 

## 外部連結
- British Swimming athlete page （页面存档备份，存于）
- British Olympic Association athlete profile （页面存档备份，存于）